# Wilhelm Nieswandt
Wilhelm Julius Nieswandt (* 6. Januar 1898 in Kröligkeim, Kreis Gerdauen; † 5. Juni 1978 in Essen-Rüttenscheid) war ein deutscher Unternehmer und Politiker (SPD).

## Leben
Wilhelm Nieswandt war der Sohn eines Kleinbauern. 1919 zog er nach Essen und heiratete am 23. Januar 1920 seine Frau Anna geborene Bohn. Aus dieser Ehe gingen die beiden Söhne Alfred und Herbert hervor.
Nach dem Volksschulabschluss absolvierte Nieswandt eine Lehre im Schmiedehandwerk bei der Friedrich Krupp AG, besuchte die Maschinenbauschule und bestand 1923 die Schmiedemeisterprüfung. 

## Wirken

### Wirtschaftliche Laufbahn
Nieswandt arbeitete anschließend als Schmied, ging auf die Verwaltungs- und Wirtschaftsakademie und studierte daneben Mathematik und Betriebswirtschaft (Privatstudium). 1933, in der Zeit des Nationalsozialismus, wurde Nieswandt aufgrund seiner sozialdemokratischen Gesinnung entlassen, zeitweise drangsaliert und inhaftiert.  
1934 machte er sich als Fabrikant mit einer Schlosserei und Schmiede selbständig und gründete vier Jahre darauf ein Stahlbauunternehmen. Seine Söhne waren an der Führung des 300 Mitarbeiter starken Unternehmens beteiligt. 
Später war er Aufsichtsratsvorsitzender der Essener Verkehrs-AG.

### Politische Laufbahn
Nieswandt war seit 1914 Mitglied der SPD und des Arbeiterrates der Firma Krupp. Zwischen 1945 und 1951 war er gewählter Vorsitzender des Essener Unterbezirkes der SPD.
Nieswandt war 1932/33 sowie von 1946 bis 1969 Ratsmitglied der Stadt Essen, dabei von 1946 bis 1956 Vorsitzender der SPD-Ratsfraktion und von 1956 bis 1969 Oberbürgermeister. Von 1946 bis 1970 gehörte er dem 1946 von der Militärregierung ernannten und 1947 gewählten Nordrhein-Westfälischen Landtag an.
Nieswandt fand seine letzte Ruhestätte auf dem Südwestfriedhof Essen, die zum Ehrengrab der Stadt Essen erhoben wurde.

## Ehrungen
- 1959: Ehrenbürger der TH Aachen
- 1963: Großes Bundesverdienstkreuz mit Stern
- 1970: Ehrenring der Stadt Essen
- 1978: Ehrenbezeichnung Altoberbürgermeister
- 1990 (posthum): Wilhelm-Nieswandt-Allee in Altenessen